# 少陵河
少陵河是中國黑龙江省的一条河流，为松花江的支流。古代又称帅水（率水、刷水）、说罗河、硕络河和绰勒河。
发源于小兴安岭余脉，木兰县北部青峰岭。流经木兰县、巴彦县、哈尔滨市呼兰区，在巴彦县松花江乡注入松花江左岸。全长212公里。